# Gone (canción de Charli XCX)
«Gone» es una canción de la cantante y compositora británica Charli XCX junto a la cantante francesa Christine and the Queens. Se lanzó el 17 de julio de 2019 como el tercer sencillo del tercer álbum de estudio Charli.

## Antecedentes y lanzamiento
Charli XCX comentó que «Gone» trata sobre "sentirse aislado y solo en habitaciones llenas de gente", así como sobre la ansiedad y "aprender a sentirse cómodo". El 10 de julio, Charli XCX reveló la fecha de lanzamiento de la canción a través de las redes sociales. Varios días después, declaró que había visto "la primera edición" del video musical y lo llamó "muy bueno".

## Vídeo musical
El vídeo musical de «Gone» se estrenó junto a la pista el 17 de julio de 2019. Kirsten Spruch de Billboard comentó que el vídeo "emula los intensos sentimientos de empoderamiento, sensualidad y desesperanza, todo envuelto en una imagen visual electrizante de cuatro minutos". También sintió que el video es "casi todo lo que los fanáticos desearían de las dos artistas".

## Recepción y crítica
Julia Gray de Stereogum escribió que en «Gone», "Charli hace lo que mejor sabe hacer, adoptando la estética retro (batería de los 80 y sintetizadores de los 90). También consideró la canción "un paso en la dirección correcta" en comparación con los sencillos anteriores «1999» y «Blame It on Your Love».  El sitio web luego nombró «Gone» la mejor canción de la semana.

## Presentaciones en vivo
Charli XCX y Christine estrenaron la canción en el festival Primavera Sound en mayo de 2019. Interpretaron la canción nuevamente en el festival Electric Picnic en septiembre de 2019, así como su primera presentación televisada en The Jonathan Ross Show para promover el lanzamiento de Charli. El dúo interpretó la canción en The Tonight Show Starring Jimmy Fallon en septiembre de 2019.

## Posicionamiento en listas
| Listas (2019)                     | Mejor posición |
| --------------------------------- | -------------- |
| Bélgica (Ultratop) Flanders       | 24             |
| Bélgica (Ultratop) Wallonia       | 19             |
| Canadá (Hot Digital Song Sales)   | 50             |
| Escocia (Official Charts Company) | 67             |
| Francia (SNEP)                    | 26             |
| Irlanda (IRMA)                    | 56             |
| Nueva Zelanda Hot Singles (RMNZ)  | 10             |
| Reino Unido (UK Singles Chart)    | 58             |